# Obchodní centrum

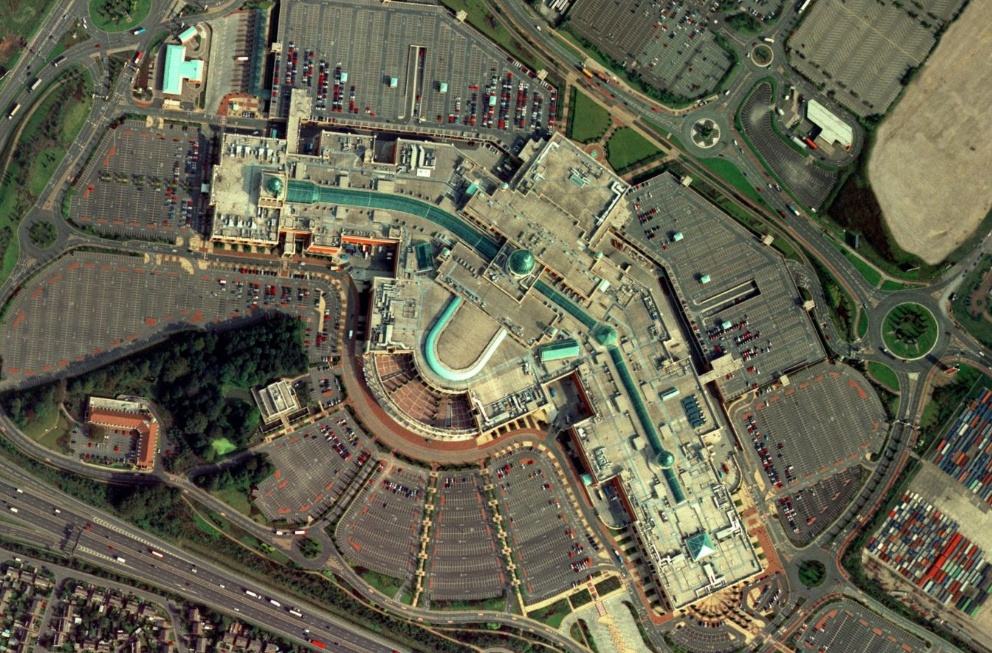
Největší obchodní centrum v severozápadní Anglii, Trafford Centre v hrabství Greater Manchester.

Obchodní centrum nebo nákupní centrum je budova nebo soustava budov, ve kterých jsou jednotlivé maloobchody, které jsou propojeny cestami pro chůzi z jednoho maloobchodu do druhého.
Každý z těchto obchodů funguje samostatně a pod svojí značkou nezávisle na obchodním centru. Objekty tohoto typu lze nalézt v příměstských lokalitách.[zdroj⁠?!]
Nákupní střediska představují výraznou část moderní maloobchodní sítě, spojení obchodu, stravování, služeb a často i kulturních a společensko–zábavních zařízení. Jsou novou podobou aktivit maloobchodu v oblasti nabídky zboží a služeb odpovídající požadavkům zákazníků 21. století. Odpovídají jejich spotřebním a nákupním trendům i způsobu života.
Nákupní středisko je možné obecně charakterizovat jako soustředění nákupních možností většinou spolu se zajištěním stravování a dalších služeb a atraktivit v jednom celku, jednotně vybudovaném a provozovaném podle určité koncepce a pravidel tak, aby zde návštěvníci nalezli optimální podmínky i potěšení z nákupu.

## Význam obchodu
Od pradávna je vývoj lidské společnosti spojen s dělbou práce, a její postupnou specializací. Původní formy dělby práce byly velmi jednoduché, ale o to přehlednější byly její důsledky:
- výměna výrobků
- časem zprostředkovaná zbožím s obecně uznávanou hodnotou a penězi

Vzájemné ekonomické vazby postupně narůstaly, tím vznikla potřeba prostředníka ekonomických transakcí – tzv. obchod.
Opodstatnění a význam obchodu jako mezičlánku je mezi hospodářskými subjekty nebo v užším smyslu mezi výrobou a spotřebou je nepopiratelné.

## Hlavní typy stacionárních obchodních jednotek

### Specializované prodejny
Specializované prodejny se vyznačují konkrétním zacílením. Jejich sortimentem se dá popsat jako úzký a hluboký zaměřující se na vybrané sortimentní skupiny a podskupiny. Zpravidla se tyto prodejny zaměřují na oblast nepotravin. Cenová úroveň se většinou pohybuje mezi vyššími. V těchto prodejnách můžeme nalézt jak rychloobrátkové zboží, tak i zboží s nižší frekvencí poptávky. Tyto prodejny se vyznačují vysokým stupněm a rozsahem poskytovaných doprovodných služeb. Personál by měl mít odborné znalosti. Typickým místem působnosti mohou být městská centra, nákupní centra a lokality s vyšším množstvím potenciálních zákazníků.

### Úzce specializované prodejny
Jde o vyšší stupeň výše popsané kategorie. Sortiment je užší a hlubší. Orientují se na dílčí sortimentní skupiny, podskupiny či určité druhy. Zaměřují se na oblast nepotravin. Rozsah služeb je v těchto prodejnách nadstandardní. Cenová úroveň je vysoká. Tyto prodejny mají vyšší režijní náklady právě z důvodu kvalitního servisu, služeb a atraktivnosti umístění jednotek. Typickým místem působnosti jsou městská centra, nákupní střediska a jiné.

### Smíšené prodejny
Jde o opačný typ než předchozí kategorie. Sortiment je široký a mělký. Jde většinou o zboží běžné denní potřeby, jako jsou potraviny i nepotraviny. Velikost doprovodných služeb je nízká. Odbornost obsluhy nebývá vysoká. Tyto prodejny lze nalézt na venkově nebo jiných místech s nižší hustotou osídlení a malou frekvencí poptávky. Cenová úroveň zde bývá vyšší. Relativní podíl režijních nákladů je vysoký. Často může jít i o službu podporovanou nebo dotovanou místní samosprávou.

### Superety – samoobsluhy s potravinami
Za tyto prodejní jednotky jsou označovány prodejny s prodejní plochou cca 200–400 m2, které nabízejí většinou také základní druhy nepotravinářského zboží denní potřeby. Jsou umísťovány blízko zákazníkovi na místa, jako jsou sídlištní oblasti, střediskové vesnice, komunikační cesty a další místa s vysokou frekvencí pohybu lidí. V dnešní době lze tyto prodejny najít především na nádražích, letištích, podchodech, součásti čerpacích stanic apod.

### Supermarkety
Jde o velkokapacitní prodejnu s plným sortimentem potravin a základními druhy nepotravinářského zboží. Forma prodeje je samoobslužná. Dolní hranice prodejní plochy pro supermarkety je 400 m2. Horní hranice je 2 500 m2. Nejčastěji můžeme vidět supermarkety s prodejní plochou okolo 1 500 m2. Počet druhů zboží se pohybuje mezi 5 000 a 10 000 položkami. Většinu tvoří potraviny. Nepotraviny jsou doplňkový segment. Supermarkety se vyskytují na okrajích měst, v regionálních nákupních centrech nebo jako součást obchodních domů. Jejich oblíbenost je vysoká.

### Hypermarkety
Hypermarkety jsou typickou formou obchodní jednotky v globalizovaném světě. Vyvinuly se ze supermarketů a jsou jejich jakousi nástavbou. Vyjadřují akcent společnosti na konzumní hodnoty. Reflektují požadavky na bohatost výběru a nákupu na jednom místě za přijatelné ceny. Jsou ideálním místem pro realizaci velkých týdenních nákupů. V hypermarketech lze nalézt až 50 000 položek. Dolní hranice prodejní plochy činí 2 500 m2 a horní hranice 20 000 m2. Větší zastoupení má nepotravinářské zboží, avšak podnětem k nákupu většiny zákazníků jsou potraviny.

### Plnosortimentní obchodní domy
Tyto obchodní jednotky disponují značně hlubokým a širokým sortimentem zboží. Jejich heslem je nakoupit vše pod jednou střechou. Počet nabízených druhů je vyšší než u hypermarketů. Pohybuje se kolem 200 000 položek. Takové domy jsou obvykle situovány v centrech měst nebo regionálních nákupních centrech a obchodních či komerčních zónách. Jsou formou podnikání s nejširší a nejucelenějším sortimentem. Prodejní plocha se pohybuje mezi 5 000 – 20 000 m2.

### Specializované obchodní domy
Mají výrazně užší sortiment oproti plnosortimentním obchodním domům. Orientují se jen na určitý segment trhu. Sortiment je však značně hluboký. Častý je sortiment odívání a zboží pro volný čas. Minimální prodejní plocha se pohybuje okolo 1 500 m2. Jsou situovány v místech jako plnosortimentní obchodní domy. Cenová úroveň bývá vyšší.

### Nákupní centra
Představují koncentrovanou formu nabídky velmi širokého a hlubokého sortimentu nepotravinářského i potravinářského. Detailní popis nákupního centra bude uveden dále v práci.

### Odborné velkoprodejny
Specializují se na sortiment vybraných větších ucelených segmentů specializovaného zboží. Je kladen důraz na zboží s rychlou obrátkou. Prodejny jsou řešeny halově s nižším počtem pracovníků a služeb. Preferuje se samoobslužný prodej. Jde převážně o prodej nábytku, domácích potřeb, sportovních potřeb, elektra, zahrádkářských potřeb apod.

### Diskontní prodejny
Podstatou a filosofií je akcent na cenovou konkurenci, tedy dosažení extrémně nízkých cen. Usilují o minimalizace provozních nákladů. Jde o tzv. „core business“, tedy obchod v tom nejužším pojetí. Typickým příkladem je prodejna Makro.

## Vývoj nákupních center

### Spojené státy americké
První centra jsme v USA mohli objevit již na začátku minulého století, kdy byly na předměstích některých měst řady prodejen s pěší ulicí a prodejny byly pronajímány obchodníkům. Nákupní centra v pravém slova smyslu vznikla však až po 2. světové válce.
Tab.1 : Vývoj nákupních center v USA
| Rok  | Počet nákupních center | Průměrný roční přírůstek |
| ---- | ---------------------- | ------------------------ |
| 1946 | 8                      |                          |
| 1950 | 100                    | 22                       |
| 1960 | 3700                   | 360                      |
| 1970 | 12600                  | 830                      |
| 1990 | 37000                  | 1250                     |

Kvalitativně nový rozvoj začal v 50. letech 20. století. Mezi první velká nákupní centra v USA patřilo například nákupní centrum Northgate v Seattlu, Northland nebo Southdale v Minneapolis. Tyto nákupní centra byla situována především v centrech měst.
V sedmdesátých letech se likvidují negativní důsledky výstavby center ve středech měst.
V osmdesátých letech se pokračuje v tendenci rozvíjení vybavenosti v centrech měst. Klade se důraz na architektonické ztvárnění, posílení veřejné dopravy a vzájemné skloubení nových a starých staveb. Dobrým příkladem je centrum Horton Plaza San Diego nebo Harborplace Baltimore.
Konec 80. let přináší rozvoj generace mamutích regionálních center, jež byly umisťovány na okraje měst v rámci městských aglomerací s názvem Mega Mall. Nová obchodní centra se nazývají Mall a ne Centre. Jako příklad lze uvést West Edmonton Mall nebo Mall of America v Bloomingtonu v Minnesotě.

### Evropa
Rozvoj velkých nákupních center v Evropě lze obecně charakterizovat odstupem zhruba 10 let za vývojem v USA. Vývojové tendence jsou podobné až na to, že v Evropě nikdy nedošlo k vylidnění a devastace center měst, ani k rozsáhlé výstavbě nákupních center na zelené louce mimo městské oblasti.
K pozitivním rysům evropských center je třeba přičíst i skutečnost, že většina z nich vznikla postupně. Vznikali ve dvou až třech etapách ve vazbě na stoupající koupěschopnost obyvatel. Na vzdory zpoždění za americkým vývojem je třeba hledat vzory pro velká nákupní centra právě v Evropě. Za nejstarší vzor je považován Palais Royal, který byl v roce 1784 přestavěn na obchodní a společenské centrum. Tato pětipatrová budova poblíž Louvru obsahovala prodejny, kluby, restaurace, hudební salony, divadlo, muzeum voskových figurín, turecké lázně a dva malé hotely. V polovině 19. století přicházejí pařížské obchodní domy, které byly svého času vzorem pro celý svět. Konec století je znám příchodem pasáží a hal s obchody a skleněnou střechou, které jsou známé nejen v Paříži a Bruselu, ale i v Miláně a Neapoli. Evropě se mohla poučit z pozitivních ale i negativních poznatků z rozvoje v USA. 
V roce 1967 byla v Bruselu založena Mezinárodní organizace Obchod a výstavba měst, která stanovuje zásady racionálního vývoje nákupních center v Evropě. Ve stejné době prožívá Evropa první rozsáhlou vlnu výstavby regionálních nákupních center na zelené louce. Nákupní centra se však vystavují také na předměstí i v centru měst, což je specifikum Evropy.
Regionální nákupní centrum jako nový prvek maloobchodní sítě můžeme definovat jako architektonický jednotný soubor komerčních zařízení, naplánovaný, postavený, vlastněný a spravovaný jako celek. Jeho umístění, velikost a druh provozoven, které jej tvoří, závisí na spádové oblasti, jíž centrum slouží. Součástí jednotky jsou parkovací plochy, odpovídající typu a celkové velikosti soustředěných provozoven.

### Česká republika
Regionální nákupní centra přišly do České republiky pro nákladnost výstavby s určitým zpožděním. První velké nákupní centrum je v Praze od roku 1998 Centrum Černý Most s celkovou využitelnou plochou přes 100 000 m2. Zrychlení nové výstavby nastalo začátkem tohoto století. V roce 2005 jich bylo již 200 s plochou nad 5 000 m2. Kromě klasického vymezení nákupního centra se používají i tyto názvy: 
- nákupní zóna – místní soustředění velkých prodejen, včetně nákupní pasáže, či nákupního centra
- nákupní pasáž – je to soustředění prodejen se společnou pěší komunikací
- factory outlet centrum – prodejny výrobců

Typickou právní formou obchodního nebo nákupního centra je společnost s ručením omezeným. V České republice je v nákupních centrech obvykle poměr ploch 80 % prodejní plocha, 10 % gastronomie, 10 % služby.
Ve velkých nákupních centrech jsou multikina, časté jsou také různé druhy zábavy pro děti i dospělé. Poblíž nákupních center jsou také čerpací stanice pohonných hmot, bankomaty, restaurace rychlého občerstvení a samozřejmostí je dobrá dostupnost autem i městskou hromadnou dopravou. Zákazníci oceňují komplexnost nákupu i služeb. Poslední dobou nečekaně rychlých tempem rostly nákupní střediska v centrech měst. Mezi největší nákupní centra s prodejní plochou nad 35000 m2 patří: Centrum Černý Most (Praha), Avion Shopping Park (Ostrava),OC Nisa (Liberec), Fórum Nová Karolina (Ostrava), Centrum Chodov (Praha, od roku 2019 Westfield Chodov), Olympia (Brno), Galerie Šantovka (Olomouc), Obchodní centrum Letňany (Praha).

## Marketing nákupních center
K přesvědčení zákazníka, aby do prodejny vstoupil, používá každý obchodník (obchodní firma) řadu komunikačních prostředků: od masové reklamy v médiích až po například atraktivní vstupní prostor. Ze samotné návštěvy však obchodník nic netrží, a tak je pro něj důležité přimět zákazníka, aby nakoupil. Proto vede snaha obchodníků učinit pro zákazníka nabídku vystavovaného zboží natolik lákavou, aby jí zákazník neodolal a produkt zakoupil. K tomuto působení na zákazníka v místě prodeje využívá řadu nástrojů, především osobní prodej, podporu prodeje, reklamy P-O-P, merchandisingu a další. Neméně důležitým faktorem maloobchodní prodejní jednotky je „in store“ komunikace.